# Ледниковый период: Гигантское Рождество
«Ледниковый период: Гигантское Рождество» (англ. Ice Age: A Mammoth Christmas) — компьютерный анимационный фильм студии Blue Sky Studios. События основаны на сюжете мультфильма Ледниковый период и его сиквелов. Премьера состоялась 24 ноября 2011 года в США.

## Сюжет
Мамонт Мэнни прикатывает рождественский камень — семейную реликвию мамонтов, чтобы показать его любимой дочке Персик, а ленивец Сид случайно этот камень повреждает. Манфред говорит Сиду, что всякий, кто разрушит камень, попадёт в чёрный список Санта-Клауса и не получит подарка на Рождество. Сид решает отправиться на Северный полюс, чтобы попросить у Санты прощения. Вслед за ним отправляются остальные герои. Однако в результате начинаются проблемы: в частности, путешественники случайно разрушают мастерскую самого Санта-Клауса. Герои пытаются спасти Рождество для всего мира.

## Роли озвучивали
| Роль            | Актёр             |
| --------------- | ----------------- |
| Манфред (Мэнни) | Рэй Романо        |
| Сидни (Сид)     | Джон Легуизамо    |
| Диего           | Денис Лири        |
| Элли            | Куин Латифа       |
| Персик          | Сиэра Браво       |
| Крэш            | Шонн Уильям Скотт |
| Эдди            | Джош Пек          |
| Гарцун          | Ти Джей Миллер    |
| Санта-Клаус     | Билли Гарделл     |

## Релиз
Премьера специального эпизода прошла 24 ноября 2011 года на телеканале Fox. Фильм посмотрели 7 100 000 зрителей, что стало вторым самым популярным шоу в этот временной слот.